# Psychrophrynella bagrecito
Psychrophrynella bagrecito е вид земноводно от семейство Craugastoridae. Видът е световно застрашен, със статут Уязвим.

## Разпространение
Видът е ендемичен за региона Куско в Перу и е открит по амазонските склонове на Андите. Среща се на надморска височина от 1830 до 2740 метра.